# Ventura (Califòrnia)
Ventura és la seu del Comtat de Ventura a l'estat de Califòrnia. Segons el cens del 2006 tenia 106.744 habitants.

## Demografia
Segons el cens del 2000, Ventura tenia 100.916 habitants, 38.524 habitatges, i 25.233 famílies. La densitat de població era de 1.849,3 habitants/km².
Dels 38.524 habitatges en un 32,1% hi vivien nens de menys de 18 anys, en un 49,2% hi vivien parelles casades, en un 11,7% dones solteres, i en un 34,5% no eren unitats familiars. En el 26,5% dels habitatges hi vivien persones soles el 9,7% de les quals corresponia a persones de 65 anys o més que vivien soles. El nombre mitjà de persones vivint en cada habitatge era de 2,56 i el nombre mitjà de persones que vivien en cada família era de 3,12.
Per edats la població es repartia de la següent manera: un 25% tenia menys de 18 anys, un 7,8% entre 18 i 24, un 31,5% entre 25 i 44, un 22,8% de 45 a 60 i un 12,8% 65 anys o més.
L'edat mediana era de 37 anys. Per cada 100 dones de 18 o més anys hi havia 93,8 homes.
La renda mediana per habitatge era de 52.298$ i la renda mediana per família de 60.466 $. Els homes tenien una renda mediana de 43.828 $ mentre que les dones 31.793 $. La renda per capita de la població era de 25.065 $. Entorn del 6,4% de les famílies i el 9% de la població estaven per davall del llindar de pobresa.

## Poblacions properes
El següent diagrama mostra les poblacions més properes.